# Knights of the Cross
Knights of the Cross est un jeu vidéo de stratégie en temps réel développé par Freemind et édité par Cenega (pl), sorti en 2001 sur Windows.
Il est basé sur un roman historique de Henryk Sienkiewicz.

## Accueil
- Jeux vidéo Magazine : 7/20[1]
- Jeuxvideo.com : 10/20[2]